# ضريح البخاري
ضريح البخاري هو مكان دفن الإمام محمد بن إسماعيل البخاري في وادي بخارى، في أوزبكستان.

## الموقع
يقع ضريح محمد بن إسماعيل البخاري في بخارى قرب مدينة سمرقند في دولة أوزبكستان، وهو عبارة عن بناء بسيط طابعه إسلامي تعلوه قبة محززة، يتوضع تحتها ضريح الفاتح أوزبكستان.
بعد المحنة التي حصلت للإمام البخاري مع أمير بخارى توجّه بعدها إلى خرتنك، وهي قرية من قرى سمرقند على فرسخين منها، وكان له بها أقرباء فنزل عندهم. فأقام مدة من الزمن فمرض واشتد مرضه. وقد سُمع ليلةً من الليالي وقد فرغ من صلاة الليل يدعو ويقول في دعائه: «اللهم إنه قد ضاقت علي الأرض بما رحبت، فاقبضني إليك.» وروى محمد بن أبي حاتم قصة وفاته فقال: «سمعت غالب بن جبريل وهو الذى نزل عليه أبو عبد الله يقول: أقام أبو عبد الله عندنا أياماً فمرض واشتد به المرض، حتى جاء رسول إلى سمرقند بإخراجه، فلما وافى تهيأ للركوب، فلبس خفيه وتعمم، فلما مشى قدر عشرين خطوة أو نحوها وأنا آخذ بعضده ورجل آخر معى يقود الدابة ليركبها، فقال رحمه الله: أرسلوني فقد ضعفت. فدعا بدعوات ثم اضطجع، فقضى رحمه الله. فسال منه من العرق شيء لا يوصف. فما سكن منه العرق إلى أن أدرجناه في ثيابه. وكان فيما قال لنا وأوصى إلينا: أن كفنونى في ثلاثة أثواب بيض ليس فيها قميص ولا عمامة ففعلنا ذلك. فلما دفناه فاح من تراب قبره رائحة غالية فدام على ذلك أياماً، ثم علت سوارى بيض في السماء مستطيلة بحذاء قبره فجعل الناس يختلفون ويتعجبون. وأما التراب فإنهم كانوا يرفعون عن القبر حتى ظهر القبر ولم يكن يقدر على حفظ القبر بالحراس وغلبنا على أنفسنا فنصبنا على القبر خشباً مشبكاً لم يكن أحد يقدر على الوصول إلى القبر. وأما ريح الطيب فإنه تداوم أياما كثيرة حتى تحدث أهل البلدة وتعجبوا من ذلك. وظهر عند مخالفيه أمره بعد وفاته وخرج بعض مخالفيه إلى قبره وأظهر التوبة والندامة.» وروى الخطيب البغدادي قال: «أخبرنا علي بن أبي حامد الأصبهاني في كتابه قال: حدثنا محمد بن محمد بن مكي الجرجاني قال: سمعت عبد الواحد بن آدم الطواويسى قال: رأيت النبي صلى الله عليه وسلم في النوم ومعه جماعة من أصحابه، وهو واقف في موضع فسلمت عليه فرد السلام. فقلت: ما وقوفك يا رسول الله؟ فقال: أنتظر محمد بن إسماعيل البخاري. فلما كان بعد أيام بلغني موته، فنظرنا فإذا هو قد مات في الساعة التي رأيت النبي صلى الله عليه وسلم فيها.»
وكانت وفاته ليلة عيد الفطر السبت 1 شوال 256هـ عند صلاة العشاء وصلي عليه يوم العيد بعد الظهر ودفن، وكان عمره آنذاك اثنين وستين سنة إلا ثلاثة عشر يوما. وقبره معروف إلى الآن وله ضريح مشهور في سمرقند.

## صفحات لها صلة
- البخاري
- قثم بن العباس
- ضريح

## روابط خارجية
- هنا: ضريح الامام البخاري - د.جمال الدين الكيلاني - فديو اليوم السابغ 3-4-2017 .

## وصلات خارجية
- أماكن ثلاثية الأبعاد: جولة افتراضية ثلاثية الأبعاد في قبر البخاري.